# Strada europea E61
La strada europea E61 è una strada europea di classe A e, come si evince dal numero, è una dorsale intermedia nord-sud.
In particolare collega Villaco, in Austria, a Fiume, in Croazia, con un percorso lungo 285 km; in dettaglio attraversa la Slovenia e l'Italia, toccando le città di Lubiana e Trieste, collega la parte centrale del continente con il mare Adriatico.

## Itinerario

### Austria
|  | Villaco - Rosenbach – Traforo delle Caravanche |

### Slovenia
|  | Traforo delle Caravanche – Hrušica - Jesenice - Kranj - Lubiana (Tangenziale di Lubiana) |
|  | Lubiana - Nauporto - Postumia - Divaccia                                                 |
|  | Divaccia - Sesana –                                                                      |

### Italia
- Strada statale 58: confine sloveno – Trieste
- Strada statale 14: Trieste - confine sloveno

### Slovenia
- Strada statale 7: confine italiano - confine croato

### Croazia
- Strada statale D8: confine sloveno - Ruppa
- Autostrada A7: Ruppa - Fiume